# Samuda Brothers
Samuda Brothers war ein Schiff- und Maschinenbauunternehmen in Cubitt Town auf der Londoner Isle of Dogs.

## Geschichte

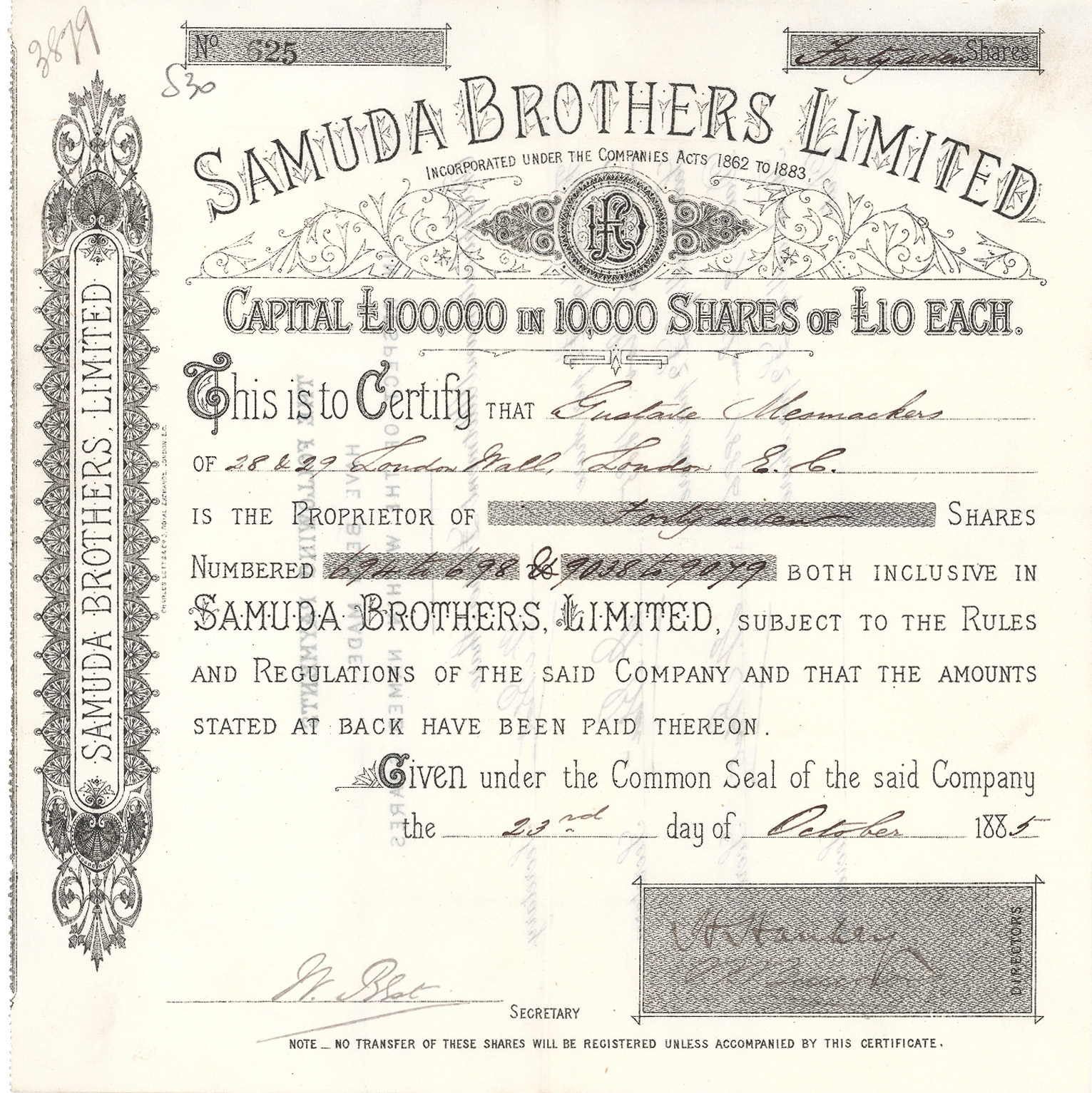
Samuda Brothers Limited, Aktie von 1885

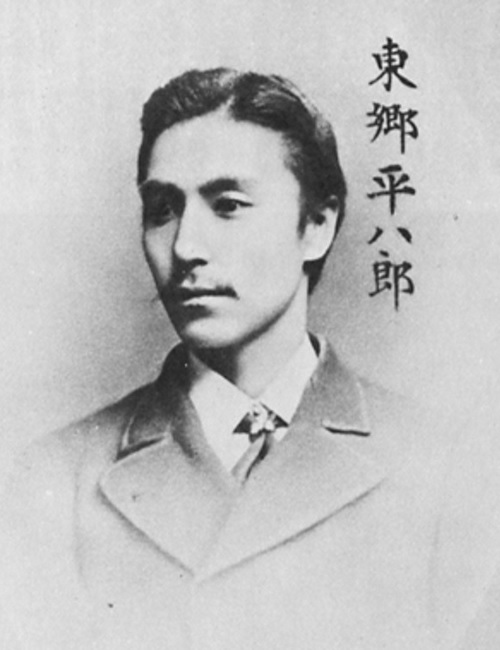
Tōgō während seines Europaaufenthalts

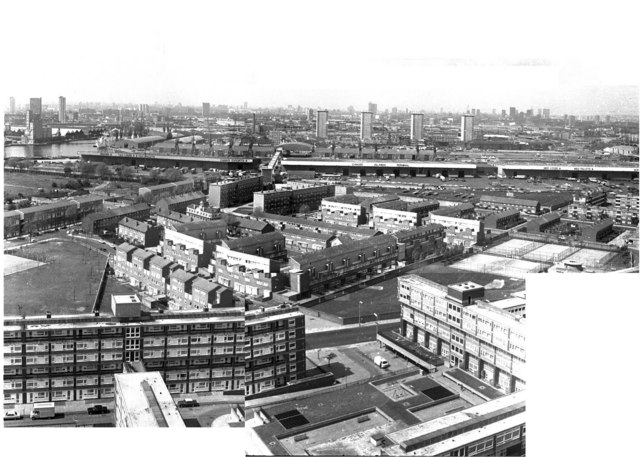
Blick auf Samuda Estate (im Vordergrund)

Die beiden Ingenieure Jacob Samuda und Joseph d’Aguilar Samuda waren sephardische Juden, deren Familie sich etwa Anfang des 18. Jahrhunderts in London ansiedelte. Der 1811 geborene Jacob lernte zunächst beim Ingenieur John Hague, sein zwei Jahre jüngerer Bruder Joseph lernte zunächst im Unternehmen des Vaters, bevor er seinem Bruder folgte. Nach Abschluss der Lehrzeit begannen beide auf eigene Rechnung im allgemeinen und Schiffsmaschinenbau zu arbeiten. 1839 patentierten sie nach vorherigen Versuchen die Atmosphärische Eisenbahn, deren Prinzipien Joseph in seiner Schrift A Treatise on the Adaptation of Atmospheric Pressure to the Purposes of Locomotion on Railways zusammenfasste.
Im Jahr 1843 gründeten beide die Eisenschiffswerft Samuda Brothers in Orchard Place. Am 12. November 1844 kam Jacob zusammen mit sechs anderen Personen bei einer Explosion während der Probefahrt des von ihnen gebauten eisernen Dampfers Gypsy Queen, der eine neuartige Dampfmaschine nach Patenten von Jacob Samuda erhalten hatte, um.
Die Werft entwickelte sich in den folgenden Jahren schnell weiter und zog 1852 auf ein größeres Werftgelände in Cubitt Town um. Weitere zehn Jahre darauf lieferte die Werft bereits doppelt so viele Schiffe ab, wie alle anderen Londoner Werften zusammengenommen. Gebaut wurden eiserne Fracht- und Passagierdampfer, Dampfyachten und Binnenschiffe sowie Kriegsschiffe. Viele ausländische Marinen orderten Panzerschiffe bei Samuda Brothers, was ihr Überleben während der durch den Zusammenbruch des Londoner Bankhauses Overend, Gurney and Co. ausgelösten Finanzkrise 1866 sicherte.
Joseph Samuda war 1860 einer der Mitbegründer der Royal Institution of Naval Architects, als dessen Schatzmeister und Vizepräsident er später wirkte und etwas später auch Mitglied der Institution of Civil Engineers. Nach Jahren der Mitarbeit beim Londoner Metropolitan Board of Works begann er im Folgenden eine bis 1880 andauernde parlamentarische Karriere. Er trat später zum christlichen Glauben über.
1877 sammelte der spätere japanische Admiral Tōgō Heihachirō Schiffbauerfahrungen auf der Werft und beaufsichtigte den Bau des japanischen Panzerschiffs Fusō.
Nach dem Tod von Joseph Samuda im Jahr 1885 versuchte man erfolglos die Werft als laufenden Betrieb zu veräußern, woraufhin der Betrieb 1890 geschlossen und das Inventar in einer mehrtägigen Auktion versteigert wurde. Auf dem Gelände der ehemaligen Millward-Werft siedelte sich das Holzveredelungs- und Vulkanisierunternehmen Haskin Wood Vulcanizing Company an. Seit 1965 befindet sich das Wohn- und Geschäftsviertel Samuda Estate auf dem Gebiet der ehemaligen Werft.